# Mark van Stappershoef
M.W.A.M. (Mark) van Stappershoef (Goirle, 7 mei 1965) is een Nederlands voormalig ambtenaar, bestuurder en CDA-politicus. Sinds 28 september 2016 is hij burgemeester van Goirle.

## Opleiding en carrière
Mark van Stappershoef groeide op in Tilburg en ging na het havo op het Mill Hill College in Goirle naar de Nederlandse Politie Academie in Apeldoorn (1983-1987), waar hij werd opgeleid tot politie-officier. Vervolgens werkte hij als inspecteur (1987-1993) en hoofdinspecteur (1993-1997) bij de politie in Tilburg. Vervolgens werd hij beleidsmedewerker, waarna hij enige tijd werd gedetacheerd bij het Ministerie van Binnenlandse Zaken rond het Europees kampioenschap voetbal 2000 en de afwikkeling van de Vuurwerkramp in Enschede.
In 2001 maakte Van Stappershoef de overstap naar de gemeente Tilburg, waar hij burgemeester Johan Stekelenburg adviseerde over openbare orde en veiligheid, en uiteindelijk hoofd bestuursadvisering (2003-2007) werd. Aansluitend werd hij kabinetschef van Commissarissen van de Koning(in) Hanja Maij-Weggen en Wim van de Donk. In 2016 werd hij benoemd tot burgemeester van Goirle, formeel voorgedragen door zijn laatste werkgever, Commissaris van de Koning Wim van de Donk.

## Privé
Van Stappershoef is getrouwd en heeft vier zonen. Tussen 2004 en 2006 was hij Prins Carnaval van Kruikenstad (Tilburg) als Prins Mark d’n Irste.